# パスクアーレ・パダリーノ
パスクアーレ・パダリーノ（Pasquale Padalino、1972年6月26日 - ）は、イタリア、フォッジャ出身の元サッカー選手で指導者。現役時代のポジションはセンターバック 。

## 経歴
1995年から在籍したフィオレンティーナでの5シーズンのうち、4シーズンはレギュラー格の選手であった。最後のシーズンに負傷で大幅に出場機会を減らした。ここではコッパ・イタリア優勝を果たすなど、レベルの高いプレーを見せ、1996年11月のボスビアヘルツェゴビナ戦で代表デビューした。この試合に敗れたものの、この日のプレーをアリゴ・サッキから賞賛され、次の代表戦も召集すると約束されていたが、サッキが解任されたため、この試合が唯一の代表戦となった。
1998-99シーズンにはリーグ3位に入り、翌シーズンにはUEFAチャンピオンズリーグへの出場を果たした。フィオレンティーナでの5シーズン通算で142試合に出場した。2004年にコモで現役を終えた。
指導者としては、現役時代にプレーしていた、フォッジャやレッチェ、シエーナなどを率いた。

## タイトル
フィオレンティーナ
- コッパ・イタリア : 1995-96
- スーペルコッパ・イタリアーナ : 1996